# Omutinski rajon
Der Rajon Omutinskoje (russisch Омутинский район) ist ein Rajon in der Oblast Tjumen in Russland.

## Geographie
Der Rajon liegt im Süden der Oblast Tjumen.

### Nachbarrajone
Der Rajon grenzt im Norden an den Rajon Jurginskoje, im Osten an den Rajon Golyschmanowo, im Süden an den Rajon Armisonskoje und im Westen an den Rajon Sawodoukowsk – allesamt in der Oblast Tjumen. Verwaltungszentrum des Rajons ist das Dorf Omutinskoje.

## Administrative Gliederung
| Dorfsowjets 1. Bolschekrasnojarski Selsowjet 2. Juschno-Pletnewski Selsowjet 3. Schabanowski Selsowjet (Oblast Tjumen) 4. Schurawlewski Selsowjet (Oblast Tjumen) 5. Sitnikowski Selsowjet (Oblast Tjumen) 6. Okunewski Selsowjet (Rajon Omutinskoje) 7. Omutinskoje Selsowjet 8. Wagajskoje Selsowjet | Administratives Zentrum 1. Omutinskoje |